# باولا تايلور
باولا تايلور (بالتايلندية: พอลล่า เทเลอร์)‏ هي عارضة وممثلة تايلندية، ولدت في 20 يناير 1983 ببانكوك في تايلاند.

## وصلات خارجية
- باولا تايلور على موقع IMDb (الإنجليزية)
- باولا تايلور على موقع أول موفي (الإنجليزية)
- باولا تايلور على موقع قاعدة بيانات الفيلم (الإنجليزية)